# 頼重
頼重（らいじゅう、生年不詳 - 察度35年8月21日（1384年9月6日））は、南北朝時代の真言宗の僧。琉球波上山護国寺の開山。頼重法印とも。
三山時代の琉球、中山王察度の代（1349年 - 1394年）に薩摩国坊津の龍源寺（京都仁和寺の末寺）一乗院から琉球に渡ったと伝えられる。察度王の帰依を受け、王の祈願寺として護国寺を開創したという。
| スタブアイコン | サブスタブ | この項目は、まだ閲覧者の調べものの参照としては役立たない、人物に関連した書きかけの項目です。この項目を加筆・訂正などしてくださる協力者を求めています（P:人物伝/PJ:人物伝）。 |